# Polyrhachis chartifex
Polyrhachis chartifex é uma espécie de formiga do gênero Polyrhachis, pertencente à subfamília Formicinae.